# Épisy
Épisy foi uma comuna francesa localizada na região administrativa da Île-de-France, no departamento Sena e Marne. A comuna possuia 324 habitantes segundo o censo de 1990.
Em 1 de janeiro de 2016, passou a formar parte da nova comuna de Moret-Loing-et-Orvanne.